# José da Silva Chaves
José da Silva Chaves (ur. 15 maja 1930 w São Domingos) – brazylijski duchowny rzymskokatolicki, biskup pomocniczy Uruaçu w latach 1968–1976, biskup diecezjalny Uruaçu w latach 1976–2007, od 2007 biskup senior diecezji Uruaçu.

## Życiorys
José da Silva Chaves urodził się 15 maja 1930 w São Domingos na wyspie Santiago. Ukończył studia filozoficzne i teologiczne w seminarium duchownym. Święcenia prezbiteratu przyjął 8 grudnia 1955.
29 listopada 1967 papież Paweł VI prekonizował go biskupem pomocniczym Uruaçu ze stolicą tytularną Rusubbicari. 11 lutego 1968 otrzymał święcenia biskupie w katedrze Matki Bożej Wspomożycielki w Goiânia. Udzielił mu ich Fernando Gomes dos Santos, arcybiskup metropolita Goiânia, któremu towarzyszyli José Newton de Almeida Baptista, arcybiskup metropolita Brasílii, i Francisco Prada Carrera, biskup diecezjalny Uruaçu. Jako zawołanie biskupie przyjął słowa „Obœdientia et pax” (Posłuszeństwo i pokój).
14 maja 1976 papież Paweł VI mianował go biskupem diecezjalnym Uruaçu. 3 stycznia 2007 papież Benedykt XVI przyjął jego rezygnację z obowiązków biskupa diecezjalnego Uruaçu.